# 순나라
대순(大順), 약칭 순(順)은 1644년에 이자성이 명나라를 멸망시키고 건국한 왕조이다. 한때는 현재 중화인민공화국 영토 내에 소재한 성(省) 열 여덟 군데를 사실상 지배하기도 했으나, 1645년에 오삼계와 청의 연합군에 의해 멸망했다.

## 개요

### 순을 건설할 때까지의 과정
명 말기, 백성들은 전염병과 기상이변으로 인한 불만이 불길처럼 번져나갔다. 이에 농민군은 유격전법을 채택하여 명군에 대항하는데, 이자성은 지난날 송나라 시대 탕구트족 출신 관료 겸 군벌 정치가 이계천(李繼遷, 일명 조보길(趙保吉))의 후예를 자처하여 농민 봉기군(훗날 순나라 창건)을 이끌었고, 처음엔 농민 봉기군을 지도하며 틈왕(闖王)을 자칭하던 고영상(高迎祥)의 아래에서 틈장(闖將)으로 불리었는데 1636년에 그가 명나라 관군의 매복에 걸려 전사하자 남은 세력을 규합해 틈왕을 계승한다. 이후 1641년에는 낙양을 공격. 복왕(福王) 주상순(朱常洵)을 처형하면서 군량을 대량으로 확보했고, 1643년 10월에는 동관(潼關)을 공격, 11월에는 서안을 점령한다.
마침내 1644년, 이자성은 서안에서 순조(順朝) 건국을 선언하고 대년호(大年號)를 영창(永昌)으로 정했다. 이후 대동(大同), 선부(選部), 거용관(居庸關)을 차차 공략해 3월 18일에는 북경 외성에 도달, 이튿날 새벽에 명의 마지막 황제 숭정제는 북경에 위치한 매산(煤山)에서 자결하고 이로써 명은 멸망했다.

### 쇠퇴와 멸망
이후 북경 이외에 태원(太原)과 대동(大同)을 비롯한 주요 지역을 점령하나, 산해관(山海關)에 주둔한 명나라의 장수 오삼계(吳三桂)와 손을 잡지 않았고, 이후 오삼계가 청에 항복. 산해관을 내어준 이후 세력이 급속히 쇠퇴한다. 4월 21일에 이자성은 친히 오삼계를 토벌하려 하나 실패, 그 직후인 4월 29일에 무영전(武英殿)에서 즉위식을 재빨리 마치고 서안으로 도피했다. 그 후 동관에서 청군을 요격, 청군의 주전력인 대포가 도착하지 않아서 승패가 나지 않았으나 그 이듬해인 1645년, 청군이 홍의포(紅衣砲)를 획득해 동관을 격파하자 이자성은 농민군을 이끌고 양양(襄陽)을 거쳐 호북(湖北)으로 철군. 4월에 무창(武昌)으로 진입한 이후 청군에게 다시 공격당하고 이번에는 강서(江西)로 피하나 5월에 다시 퇴각, 마침내 호북 통산현(通山縣)의 남측에 위치한 구관산(九官山)에 이르렀다. 하지만 그곳에서 명에 충성하는 지방세력에 철저히 포위되어 탈출할 가망이 없게 되자, 자결로 일생을 마쳤다. 하지만 불교에 귀의하고자 출가했다거나 실종되었다는 등, 여러 가지 설이 전한다.

### 유산
이자성이 건국한 순을 지방 정권이 아니라 명과 청이 교체되던 시기의 중원에 잠시 존재했던 왕조로서 대우해야 한다는 주장도 있다. 또한 중화인민공화국에서는 봉기한 농민으로 구성된 군대를 지도하여 부패한 명을 무너뜨리고 순을 세운 이자성을 높이 평가한다.

## 순(順)의 역대 군주
| 대수  | 시호             | 성명           | 재위기간        |
| ----- | ---------------- | -------------- | --------------- |
| 제1대 | 순 틈왕 (順闖王) | 이자성(李自成) | 1644년 ~ 1645년 |

## 같이 보기
- 서나라
- 청나라
- 남명
- 명말 민변